# جسیکا چستین
جسیکا میشل چَستِین (انگلیسی: Jessica Michelle Chastain؛ زادهٔ ۲۴ مارس ۱۹۷۷) بازیگر و تهیه‌کنندهٔ آمریکایی است. او اساساً بابت بازی در فیلم‌هایی با مضمون فمینیستی مشهور است و جوایز مختلفی از جمله یک جایزهٔ اسکار و یک جایزهٔ گلدن گلوب برنده شده است و همچنین یک بار نامزد جایزهٔ امی ساعات پربیننده بوده است. مجلهٔ تایم در سال ۲۰۱۲ از او به‌عنوان یکی از ۱۰۰ فرد دارای بیشترین تأثیر در جهان یاد کرد.
چستین از سنین پایین به بازیگری علاقه نشان داد و اولین نقش رسمی خود در تئاتر را در سال ۱۹۹۸ با بازی در نقش ژولیت اثر ویلیام شکسپیر ایفا کرد. سپس برای تعلیم در رشتهٔ بازیگری به مدرسه جولیارد رفت، و پس از آن با جان ولز، تهیه‌کنندهٔ تلویزیون، قرارداد امضا کرد. او بارها در مجموعه‌های تلویزیونی مختلف، از جمله نظم و قانون: دادگاه با هیئت منصفه (۲۰۰۵–۲۰۰۶)، به دفعات در نقش‌های مهمان بازی کرد. نخستین نقش چستین در سینما، مربوط به بازی در درام جولین (۲۰۰۸) بود اما در سال ۲۰۱۱ و پس از بازی در شش فیلم، از جمله درام‌های پناه بگیر و درخت زندگی به شهرت رسید. بازی در نقش زنی مشتاق در درام خدمتکاران (۲۰۱۱) و یک تحلیل‌گر سی‌آی‌اِی در فیلم مهیج سی دقیقه پس از نیمه‌شب (۲۰۱۲) منجر به نامزد شدن وی برای جایزهٔ اسکار شد.
موفقیت تجاری چستین با بازی در فیلم‌های علمی تخیلی میان‌ستاره‌ای (۲۰۱۴) و مریخی (۲۰۱۵) و فیلم ترسناک آن: بخش دوم (۲۰۱۹) حاصل شد. او بابت بازی در نقش زنانی با اراده قوی، در درام‌های خشن‌ترین سال (۲۰۱۴)، دوشیزه اسلون (۲۰۱۶) و بازی مالی (۲۰۱۷)، و مینی‌سریال صحنه‌هایی از یک ازدواج (۲۰۲۱) مورد ستایش قرار گرفت. او در ادامه تامی فی بکر را در فیلم زندگی‌نامه‌ای چشم‌های تامی فی (۲۰۲۱) به تصویر کشید که برای آن برندهٔ جایزهٔ اسکار بهترین بازیگر زن شد، و همچنین تمی وینت را در جرج و تمی (۲۰۲۲).
در تئاتر برادوی، چستین در بازآفرینی نمایش وارثه (۲۰۱۲) و خانه عروسک (۲۰۲۳) حضور داشته است. بازی در نمایش دوم برای او نامزدی جایزهٔ تونی بهترین بازیگر زن در نمایش را به همراه داشت. او بنیان‌گذار شرکت تهیه‌کنندگی سینمایی فرکل فیلمز است که با هدف ترویج تنوع فرهنگی در فیلم‌ها ایجاد شد. او از سرمایه‌گذاران باشگاه فوتبال انجل سیتی است. چستین در مورد مسائل مربوط به سلامت روان، برابری جنسیتی و رفع تبعیض نژادی فعال است. همسر او، جیان لوکا پاسی د پره‌پوسولو، در زمینهٔ مُد فعال است و از او صاحب دو فرزند شده است.

## اوایل زندگی و تحصیلات
جسیکا میشل چَستِین در ۲۴ مارس ۱۹۷۷ در ساکرامنتو، کالیفرنیا به دنیا آمد؛ مادرش جری رنه هیستی بود (که نام خانوادگیش پیش از ازدواج چستین بود) و پدرش مایکل موناستریو، موسیقی‌دان سبک راک. زمانی که جسیکا به دنیا آمد پدر و مادرش هر دو هنوز زیر بیست سال سن داشتند. جسیکا مایل به صحبت کردن در انظار عمومی راجع به پیش‌زمینهٔ خانوادگی‌اش نیست؛ او از پدرش جدا زندگی می‌کرد و گفته که در اسناد تولدش هم نام پدری ذکر نشده است. او دو خواهر و دو برادر دارد؛ خواهرش جولیت در سال ۲۰۰۳ و پس از سال‌ها اعتیاد، خودکشی کرد و درگذشت. چستین در ساکرامنتو و توسط مادرش و ناپدری‌اش، مایکل هیستی، که یک مأمور آتش‌نشانی بود، بزرگ شد. خانوادهٔ او از لحاظ مالی دچار مشکل بودند. او گفته که ناپدری‌اش اولین کسی بود که باعث شد او در زندگی‌اش احساس امنیت کند. او همچنین رابطهٔ نزدیکی با مادربزرگ مادری‌اش، مریلین داشت و می‌گفت که مریلین همیشه به او ایمان داشت.

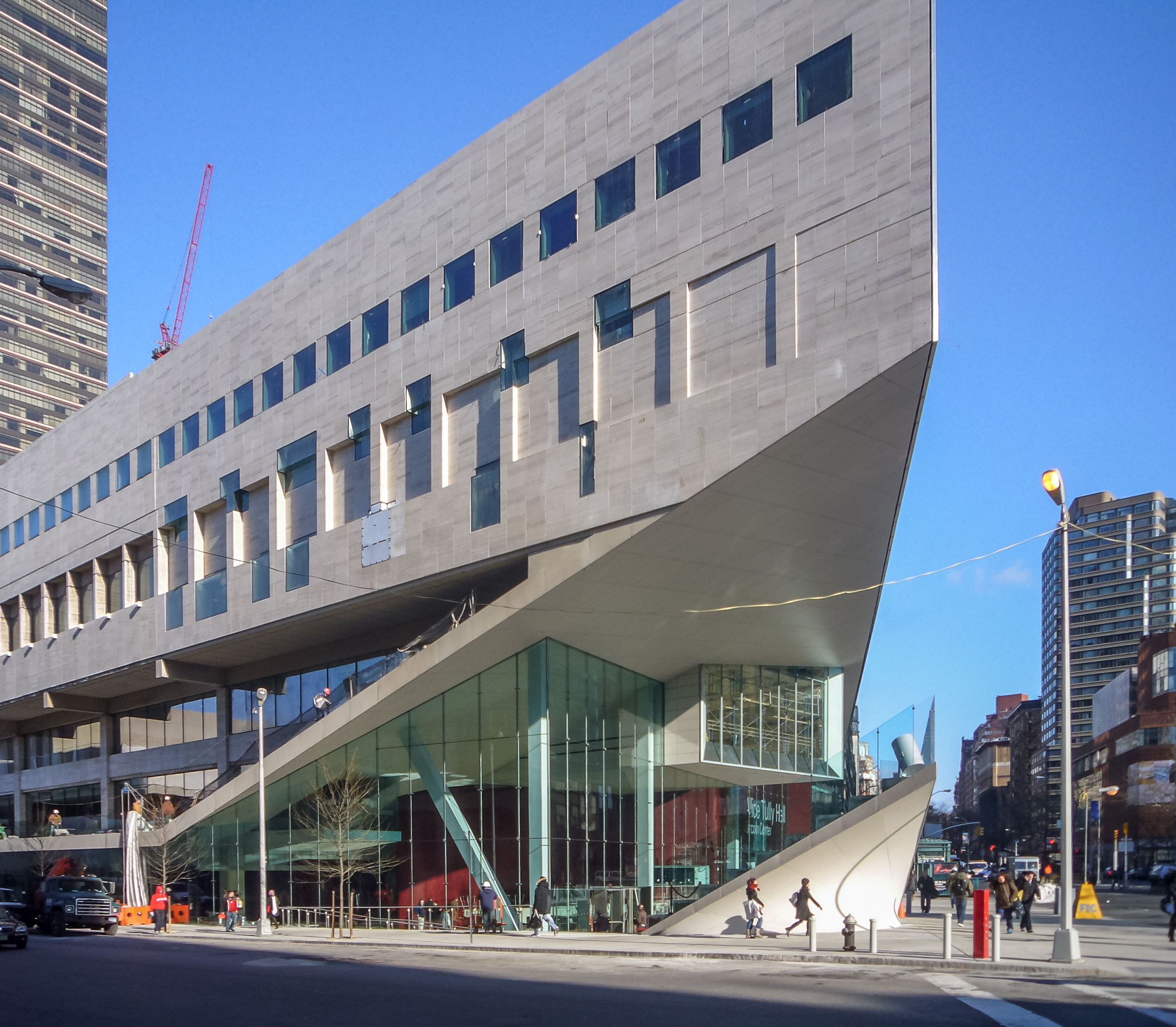
مدرسه جولیارد در شهر نیویورک، که چستین در آنجا بازیگری را فرا گرفت

چستین اولین بار در هفت‌سالگی، زمانی که با مادربزرگش به تماشای اجرایی از جوزف و کت تکنی‌کالر شگفت‌انگیز رفت، به بازیگری علاقه‌نشان داد. او به همراه بچه‌های دیگر به‌طور مرتب اجراهای خانگی غیرحرفه‌ای بر پا می‌کردند، که چستین خودش را کارگردان هنری این اجراها می‌دانست. در مدتی که در دبیرستان ال‌کامینو فاندامنتال مشغول به تحصیل بود، از نظر درسی مشکل بسیار داشت. او تنها بود و احساس می‌کرد با بقیهٔ بچه‌های مدرسه صمیمیتی ندارد. در نهایت، راه فرار را در هنرهای نمایشی یافت. او تعریف کرده است که چگونه گاهی از مدرسه غیبت می‌کرد تا آثار ویلیام شکسپیر را مطالعه کند. نهایتاً به خاطر غیبت‌های مکرر در سال آخر دبیرستان، موفق به اتمام دبیرستان نشد، و بعدها از طریق مدرسه بزرگسالان توانست دیپلم بگیرد. او از سال ۱۹۹۶ تا ۱۹۹۷ به کالج شهر ساکرامنتو رفت و در این مدت عضو تیم مناظرهٔ این کالج شد. چستین در مورد دوران کودکی‌اش چنین می‌گوید:
من با مادری مجرد [بزرگ شدم] که بسیار سخت کار می‌کرد تا غذایی روی میز داشته باشد. ما پول نداشتیم. شب‌های زیادی بود که باید گرسنه می‌خوابیدیم. من با سختی زیادی بزرگ شدم. هیچ چیز در آن دوره آسان نبود.
در سال ۱۹۹۸، چستین تحصیلاتش را در آکادمی هنرهای دراماتیک آمریکا به پایان رساند و اولین اجرای حرفه‌ای خود را با بازی در نقش ژولیت، در اجرایی از رومئو و ژولیت که توسط کمپانی هنری منطقه خلیج سانفرانسیسکو بر پا شده بود، انجام داد. این اجرا باعث شد که در آزمون هنرآزمایی مدرسهٔ جولیارد، در نیویورک، شرکت کند. او با کمک هزینهٔ تحصیلی که توسط رابین ویلیامز اهدا شده بود، به این مدرسه راه یافت. در اولین سال حضورش در جولیارد، چستین از اضطراب رنج می‌برد و نگران بود که از این مدرسه بیرون انداخته شود، به همین خاطر بیشتر وقتش را صرف مطالعه و تماشای فیلم می‌کرد. زمانی که در سال دوم تحصیلش در جولیارد، در نمایش موفق مرغ دریایی نقش‌آفرینی کرد، اعتماد به نفس خود را به دست آورد. او در نهایت در سال ۲۰۰۳ با مدرک کاردانی در رشتهٔ هنرهای زیبا، از این مدرسه فارغ‌التحصیل شد.

## فعالیت حرفه‌ای

### سال‌های آغازین (۲۰۰۴–۲۰۱۰)
اندکی پس از ترک جولیارد، چستین در برنامه‌ای شرکت کرد که برای دانشجویان سال آخر در لس آنجلس ترتیب داده شده بود، و در آنجا با جان ولز، تهیه‌کنندهٔ تلویزیون قرارداد بست. سپس به لس‌آنجلس رفت و برای نقش‌های مختلف در هنرآزمایی شرکت کرد. او در ابتدا این روند را دشوار یافت و معتقد بود که دیگران نمی‌توانند برای او که موهای قرمز و چهرهٔ متفاوتی داشت نقش مناسب پیدا کنند. در اولین نقش تلویزیونی‌اش در سال ۲۰۰۴، چستین در یک بازسازی از مجموعهٔ تلویزیونی قدیمی سایه‌های تاریک که در دههٔ ۱۹۶۰ پخش می‌شد نقش‌آفرینی کرد. اما قسمت‌های بعدی این برنامهٔ تلویزیونی هرگز تولید و پخش نشد. مدتی بعد او در مجموعهٔ تلویزیونی بخش فوریت‌های پزشکی نقش یک بیمار روانی را بازی کرد، و به دنبال آن نقش‌های نامتداول بیشتری نظیر قربانیان تصادف یا بیماران روانی به او داده شد. او سپس نقش‌های مشابهی را در مجموعه‌های تلویزیونی مختلفی از قبیل ورونیکا مارس (۲۰۰۴)، نزدیک خانه (۲۰۰۶) و نظم و قانون: دادگاه با هیئت منصفه (۲۰۰۵ تا ۲۰۰۶) اجرا کرد.

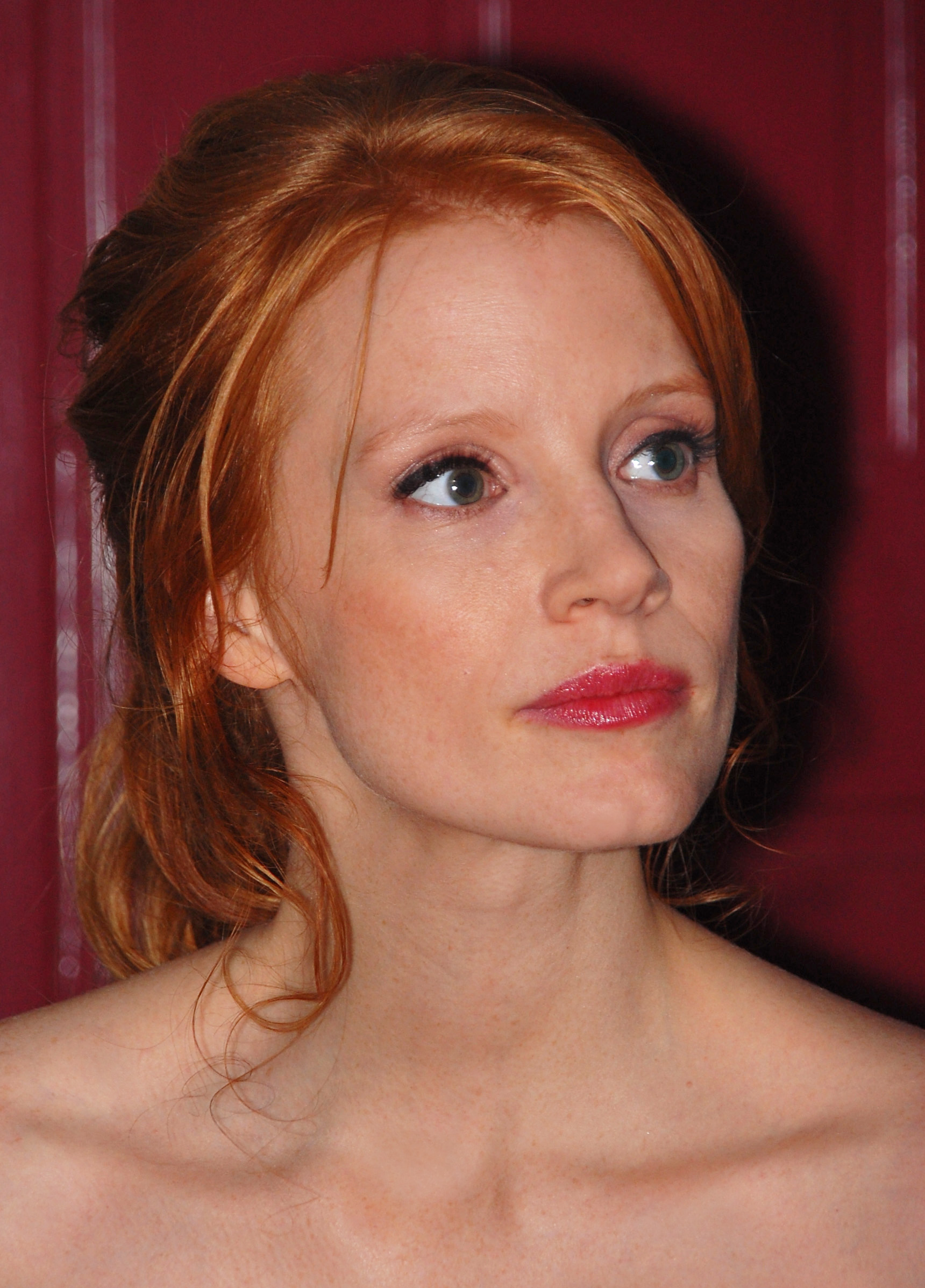
چستین در سال ۲۰۱۰، در جشنوارهٔ فیلم میل‌ولی

در سال ۲۰۰۴ چستین نقش آنیا در تئاتر باغ آلبالو اثر آنتون چخوف را که در یک برنامهٔ تئاتر تابستانی در ماساچوست اجرا می‌شد بر عهده گرفت، و کنار میشل ویلیامز به بازی پرداخت. همچنین در همین سال او نقش دختر رادنی (نقش اول تئاتر همسر رادنی، اثر ریچارد نلسون) را روی صحنه برد. این اجرای او توسط بن برنتلی، منتقد سینمایی نیویورک تایمز مورد نکوهش قرار گرفت؛ برنتلی این اجرا را چنین توصیف کرد: «هر چه در طول شب جلو می‌رویم رنگ می‌بازد». زمانی که چستین روی این نمایش کار می‌کرد، توسط نلسون به اَل پاچینو معرفی شد؛ پاچینو در آن زمان دنبال یک هنرپیشه برای ایفای نقش در نمایش سالومه اثر اسکار وایلد بود. این نمایش داستان تلخی از کنجکاوی‌های جنسی نقش اولش، سالومه را به تصویر می‌کشد. در این نمایش‌نامه سالومه شانزده‌ساله است، اما چستین که در آن زمان ۲۹ سال داشت به هر حال برای ایفای این نقش انتخاب شد. این نمایش در سال ۲۰۰۶ در تئاتر وادزوُرث در لس‌آنجلس روی صحنه رفت؛ چستین از این اتفاق به عنوان زمینه‌ای برای شناخته شدنش توسط کارگردان‌های مختلف یاد می‌کند. منتقد سینمایی استیون آکسمن در مطلبی برای ورایتی بازی چستین در این نقش را چنین مورد نقد قرار داد: «چستین در نقش سالومه احساس ناراحتی می‌کند، و مطمئن نیست که آیا نقش یک اغواگر توانمند را ایفا می‌کند یا نقش یک بچه پولدار غرغرو را؛ نهایتاً هم هیچ‌کدام از این تصمیم‌ها را نمی‌گیرد.»
اولین نقش چستین در یک فیلم مربوط به بازی وی در فیلم درام جولین اثر دن آیرلند بود؛ این فیلم بر اساس داستان کوتاهی از ئی. ال. دکتروف به همین نام است که خود الهام‌گرفته از ترانهٔ «جولین» اثر دالی پارتن است. این فیلم داستان یک نوجوان را که مورد تجاوز جنسی قرار گرفته برای یک دهه دنبال می‌کند. بازی چستین در این فیلم توسط یکی از منتقدان در نیویورک آبزرور مورد ستایش قرار گرفت، چنان‌که بازی وی را تنها جنبهٔ مثبت این فیلم ارزیابی کرد. او برای این نقش، جایزهٔ بهترین بازیگر زن را از جشنواره بین‌المللی فیلم سیاتل برنده شد. در سال ۲۰۰۹ او یک نقش جزئی در فیلم دزدیده شده بازی کرد که یک فیلم مهیج بود که پخش محدودی داشت. در همین سال او همچنین نقش دزدمونا از تراژدی اتللو اثر شکسپیر را در اجرایی از آن که توسط پابلیک تییتر به صحنه برده شد، اجرا کرد و در کنار جان اورتیز و فیلیپ سیمور هافمن نقش‌آفرینی کرد. یکی از منتقدان نیویورکر چستین را بابت کشف یک «ژرفای مادرانهٔ زیبا» در این نقش ستایش کرد
در سال ۲۰۱۰، چستین در فیلم بدهی اثر جان مدن نقش یک مأمور موساد را ایفا کرد که در دههٔ ۱۹۶۰ به برلین شرقی فرستاده می‌شود تا یک پزشک سابق نازی را که روی توقیف‌شدگان آزمایش‌های پزشکی انجام داده بود دستگیر کند. در این فیلم، دو دورهٔ مختلف زندگی این شخصیت نمایش می‌یافت و نقش دورهٔ سالمندی وی را هلن میرن اجرا می‌کرد. این دو بازیگر پیش از ضبط فیلم با هم کار کردند تا طرز صحبت‌کردن و رفتار شخصیت را به کمال برسانند و اطمینان حاصل کنند که هر دو آن را به شکل هماهنگی اجرا می‌کنند. چستین برای این منظور در کلاس زبان آلمانی و کراو ماگا شرکت کرد و کتاب‌هایی در مورد یوزف منگله (پزشک نازی) و در مورد تاریخچهٔ موساد مطالعه کرد. ویلیام توماس، منتقد امپایر، برای فیلم صفت «فیلم مهیج هوشمند، پرتنش، و با بازی خوب» را به کار برد و بازی چستین را دارای «ضربان‌هایی از قدرت و آسیب‌پذیری» توصیف کرد. همچنین در همین سال چستین در یکی از قسمت‌های مجموعهٔ تلویزیونی بریتانیایی پوآرو که بر اساس رمان قتل در قطار سریع‌السیر شرق اثر آگاتا کریستی بود، نقش آفرید.

### پیشرفت چشمگیر و موفقیت بارز (۲۰۱۱–۲۰۱۳)

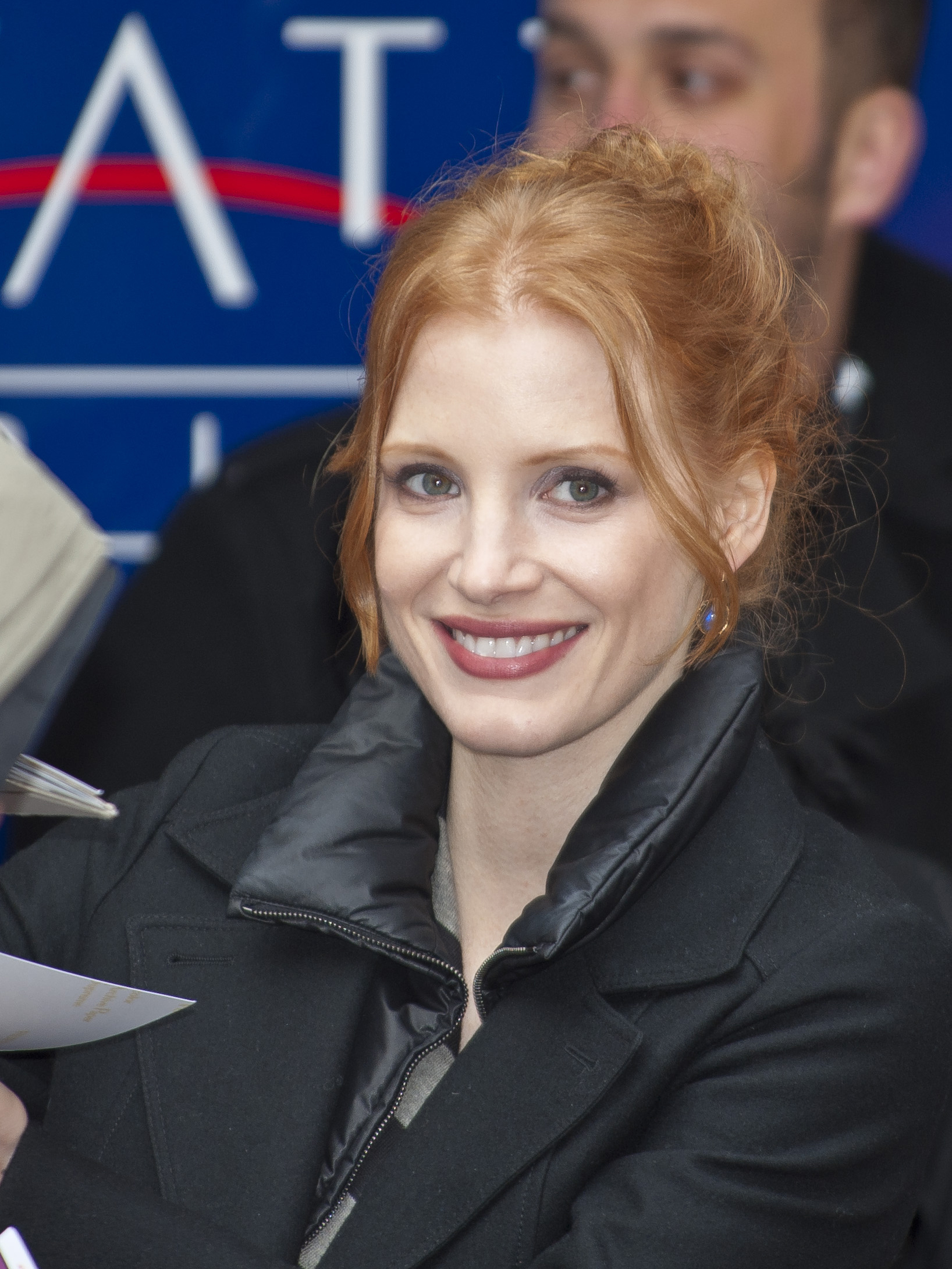
چستین در شصت و یکمین جشنواره بین‌المللی فیلم برلین در سال ۲۰۱۱. فیلم کوریولانوس از او برای اولین بار در این جشنواره به نمایش درآمد.

بعد از سال‌ها تلاش برای پیشرفتی چشمگیر در عرصهٔ فیلم، چستین در سال ۲۰۱۱ شش فیلم روانهٔ بازار کرد که برای بسیاری از آن‌ها در سطح گسترده‌ای شناخته شد. اولین آن‌ها، فیلم پناه بگیر اثر جف نیکولز بود که در آن چستین نقش همسر شخصیتی را بازی می‌کرد که توسط مایکل شنون به تصویر کشیده شده‌بود. این درام داستان یک پدر مشکل‌دار را تعریف می‌کرد که تلاش می‌کرد خانواده‌اش را از یک طوفان قریب‌الوقوع محافظت کند. این فیلم در جشنواره فیلم ساندنس در سال ۲۰۱۱ به نمایش درآمد و تیم رابی، منتقد سینمایی دیلی تلگراف نقش چستین در روایت داستان را مورد توجه دانست. چستین برای این نقش نامزد جایزه ایندیپندنت اسپیریت برای بهترین نقش مکمل زن شد. در همان سال در جشنواره بین‌المللی فیلم برلین، اولین نمایش فیلم کوریولانوس صورت گرفت که بر اساس یک تراژدی به همین نام از شکسپیر بود؛ در این فیلم که توسط رالف فاینز کارگردانی شده بود، چستین نقش ویرژیلیا را بازی می‌کرد. نقش بعدی وی در فیلم درام درخت زندگی اثر ترنس مالیک بود که چستین در سال ۲۰۰۸ آن را بازی کرده بود؛ در این فیلم وی در مقابل برد پیت باز کرد و در نقش مادری مهربان برای سه فرزند بود. چستین بازی در این فیلم را بدون آن که فیلمنامه‌ای رسمی از مالیک دریافت کند پذیرفت، و در چندین صحنه دیالوگش با برد پیت را به صورت بداهه تغییر داد. او این نقش را «تجسمی از وقار و جهانِ معنا» توصیف کرد و زمانی که برای بازی در آن آماده می‌شد تمرین‌های مدیتیشن انجام داد، نقاشی‌های مدونا را مورد مطالعه قرار داد، و اشعار توماس آکویناس را مطالعه کرد. این فیلم پس از تأخیرهای چندباره در جشنواره فیلم کن ۲۰۱۱ نمایش یافت؛ فیلم از سوی بینندگان واکنشی متناقض دریافت کرد، اگر چه نهایتاً مورد تحسین منتقدان قرار گرفت و جایزهٔ نخل طلا را از آن خود کرد. جاستین چنگ، منتقد سینمایی در ورایتی این فیلم را «سرودی برای شکوه آفرینش، و یک شعر اکتشافی و رمزآمیز» توصیف کرد و بازی چستین را مورد تحسین قرار داد.
بزرگ‌ترین موفقیت چستین در این سال، به خاطر بازی در فیلم خدمتکاران بود که در آن در کنار وایولا دیویس، اکتاویا اسپنسر و اما استون نقش آفرید؛ این فیلم بر اساس رمانی به همین نام از کاترین استاکت بود. چستین در این فیلم نقش سلیا فوت، یک زن پولدار از اهالی جکسون، میسیسیپی در دههٔ ۱۹۶۰ را بازی کرد که با خدمتکار سیاه‌پوستش (با بازی اسپنسر) وارد رابطهٔ دوستی می‌شد. چستین به ابعاد ضد نژادپرستی این شخصیت علاقه پیدا کرد، و با انرژی و علایق آن ارتباط برقرار کرد؛ برای آماده شدن برای این فیلم، او فیلم‌های مریلین مونرو را تماشا کرد و تاریخچهٔ تونیکا، میسیسیپی را، که محل بزرگ شدن این شخصیت داستان بود، مورد مطالعه قرار داد. فیلم خدمتکاران ۲۱۶ میلیون دلار درآمد از فروش داشت، و تا آن زمان بیشتر از هر فیلم دیگری که چستین در آن بازی کرده بود دیده شده بود. منولا دارگیس، منتقد سینمایی نیویورک تایمز، رابطهٔ احساسی بین چستین و اسپنسر را مورد ستایش قرار داد، و راجر ایبرت به او لقب «تأثیرناپذیر و مُسری» داد. مجموعهٔ بازیگران این فیلم برندهٔ جایزه انجمن بازیگران فیلم شد و چستین اولین نامزدی‌اش برای جایزهٔ اسکار را در شاخهٔ بهترین بازیگر نقش مکمل زن به دست آورد. همچنین او بابت این فیلم نامزد جایزه بفتای بهترین بازیگر نقش مکمل زن، جایزه گلدن گلوب بهترین بازیگر نقش مکمل زن و جایزه انجمن بازیگران فیلم برای بهترین بازیگر نقش مکمل زن هم شد که هر سه جایزه به اکتاویا اسپنسر رسید.
دو نقش دیگری که چستین در این سال عرضه کرد عبارت بودند از فیلم وایلد سالومه، مستندی راجع به ساختن فیلم سالومه که چستین در سال ۲۰۰۶ در آن بازی کرد، و فیلم مهیج و جنایی قتلگاه‌های تگزاس. در این آخری، چستین در کنار سم ورثینگتون و جفری دین مورگان نقش بازی کرد؛ فیلمْ داستان تحریف‌شده‌ای را راجع به منطقه‌ای از تگزاس تعریف می‌کرد که در آن چندین قتل رخ داده است، و چستین نقش یک کارآگاه جنایی را در آن بازی می‌کرد. بتسی شارکی منتقد سینمایی لس آنجلس تایمز لهجهٔ تگزاسی چستین در این فیلم را تحسین کرد اما خود فیلم را مورد انتقاد قرار داد. کارهای چستین در سال ۲۰۱۱، به خصوص خدمتکاران، پناه بگیر و درخت زندگی به جوایز دیگری نیز، از جمله از طرف حلقه منتقدان فیلم نیویورک، جامعهٔ ملی منتقدان فیلم و انجمن منتقدان فیلم لس‌آنجلس منجر شد.
از فیلم‌های سال ۲۰۱۲ چستین، دو مورد در جشنواره فیلم کن ۲۰۱۲ به نمایش درآمدند؛ یکی فیلم پویانمایی کمدی ماداگاسکار ۳: تحت تعقیب‌ترین‌های اروپا و دیگری فیلم درام جنایی بی‌قانون. در ماداگاسکار چستین صداپیشهٔ شخصیت جیا، یک جگوار با لهجهٔ ایتالیایی، بود. این فیلم با فروش کلی ۸۴۸ میلیون دلار تاکنون پرفروش‌ترین فیلم چستین بوده است. بی‌قانون به کارگردانی جان هیلکات و بر اساس رمانی از مت بندورانت بود با نام خیس‌ترین محلهٔ جهان که دربارهٔ دوران ممنوعیت الکل در ایالات متحده آمریکا است. چستین در این فیلم نقش یک رقاصه از شیکاگو را بازی می‌کرد که درگیر اختلافات بین سه برادر الکل‌فروش (با بازی شایا لابوف، تام هاردی و جیسون کلارک) می‌شود. این فیلم نقدهای مثبتی از منتقدان دریافت کرد، تا آنجا که ریچارد کورلیس چستین را سرشار از «جاذبه‌ای متین و اغواگر» خواند. همچنین در همین سال، چستین در فیلم رنگ زمان (که زندگی سی. کی. ویلیامز نویسندهٔ معروف آمریکایی را به تصویر می‌کشید) نقش مادر ویلیامز را در زمان کودکی او بازی کرد. این فیلم توسط دانشجویان کلاس جیمز فرانکو در دانشگاه نیویورک ساخته شد و عنوان اصلی‌اش تار بود و با همین نام در سال ۲۰۱۲ در جشنواره فیلم رم نمایش یافت، اما بعداً نام فیلم پیش از اکران سراسری آن در سال ۲۰۱۴ تغییر یافت.

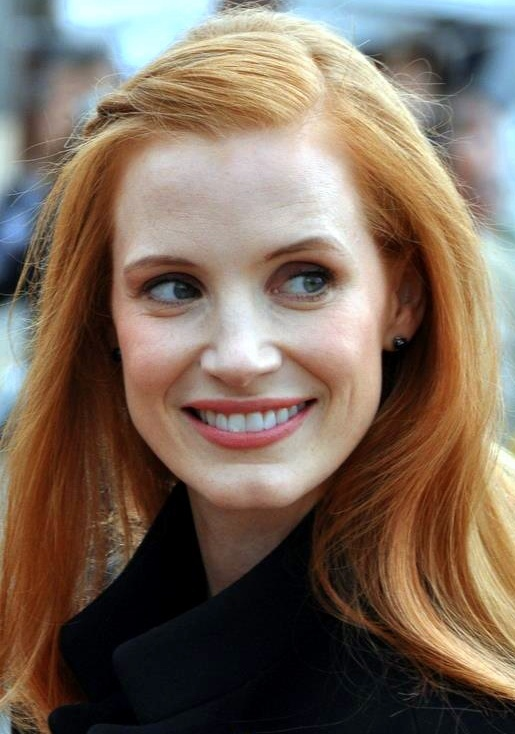
چستین در جشنواره فیلم کن ۲۰۱۲ که در آن‌جا دو فیلم از او به نمایش درآمد: ماداگاسکار ۳: تحت تعقیب‌ترین‌های اروپا و بی‌قانون

نقش کوتاهی که چستین مقابل بن افلک در فیلم به سوی شگفتی (۲۰۱۲) از ترنس مالیک ایفا کرد نهایتاً از این فیلم حذف شد، و به خاطر تداخل برنامه‌ها چستین همچنین از بازی در فراموشی (۲۰۱۳) و مرد آهنی ۳ (۲۰۱۳) نیز صرف نظر کرد. در عوض چستین اولین اجرایش در تئاتر برادوی را در این سال تجربه کرد؛ او در اجرایی از نمایش وارثه نقش کاترین اسلوپر (یک دختر جوان ساده که تدریجاً تبدیل به یک زن قدرتمند می‌شود) را بازی کرد. چستین در ابتدا از پذیرفتن این نقش سر باز زد چرا که در نقش‌آفرینی‌های اولیه‌اش در تئاتر اضطراب شدیدی را تجربه کرده بود. اما در نهایت با شخصیت اسلوپر رابطه برقرار کرد و پذیرفت که این نقش را بازی کند. او دربارهٔ این نقش گفت که «[کاترین] به‌طور دردناکی ناراحت است، و من هم قبلاً چنین بودم.» این تئاتر از نوامبر ۲۰۱۲ تا فوریهٔ ۲۰۱۳ روی صحنه رفت. بن برنتلی اجرای چستین در این نمایش را نپسندید و در مورد او نوشت که وی «تفکرات درونش را بیش از حد بروز می‌دهد» و دیالوگ‌ها را گاهی بیش از اندازه بی‌عمق و کسالت‌آور اجرا می‌کند.
فیلم مهیج سی دقیقه پس از نیمه‌شب اثر کاترین بیگلو آخرین فیلم چستین بود که در سال ۲۰۱۲ اکران شد. این فیلم داستانی نیمه‌واقعی جستجوی اسامه بن لادن، رهبر القاعده، را روایت می‌کرد که تا یک دهه پس از حملات ۱۱ سپتامبر ادامه داشت. چستین در این فیلم نقش مایا را بازی می‌کرد که یک تحلیلگر اطلاعاتی سی‌آی‌اِی بود که به شناسایی و قتل بن لادن کمک کرد. موضوع دشوار این فیلم، اجرای آن مقابل دوربین را برای چستین ناخوشایند کرده بود. او در مدت فیلم‌برداری دچار افسردگی شد و یک بار از شدت ناراحتی صحنه را گریان ترک کرد. چستین امکان ملاقات با مأمور مخفی واقعی که شخصیت مایا بر اساس او بود را نداشت، در نتیجه به روایتی که مارک بول، نویسندهٔ فیلم بر اساس تحقیقات خودش تهیه کرده بود استناد می‌کرد. سی دقیقه پس از نیمه‌شب نقدهای مثبتی دریافت کرد، اما به خاطر صحنه‌های شکنجهٔ افراد که نهایتاً باعث به دست آوردن اطلاعات مفیدی برای پیدا کردن بن لادن شده بود، مورد انتقاد قرار گرفت. پیتر ترورس از رولینگ استون نوشت که چستین نقشش را «مانند یک طوفان» بازی کرد که «چنان اجرای پرانفجاری داشت که می‌شد به عمق وی نفوذ کرد و پایانه‌های عصبی او را حس کرد». راجر ابرت به انعطاف چستین اشاره کرد و توانایی او برای بازی در گستره‌ای از نقش‌های متفاوت را با مریل استریپ مقایسه کرد. چستین برای این نقش برندهٔ جایزه گلدن گلوب بهترین بازیگر زن فیلم درام شد و برای اسکار، بفتا و جایزه انجمن بازیگران فیلم برای بهترین بازیگر نقش اول زن نیز نامزد شد.
سال بعد چستین نقش اصلی فیلم ترسناک ماما (۲۰۱۳) را بازی کرد: زنی موسیقی‌دان که مجبور بود از برادرزاده‌های دوست‌پسر دیوانه‌اش مراقبت کند. جذابیت این نقش برای او در این بود که در نقطهٔ مقابل نقش‌های «مادر بی‌نقص» که در فیلم‌های پناه بگیر و درخت زندگی بازی کرده بود قرار داشت. منتقد سینمایی ریچارد روپر به تفاوت این نقش با نقش‌های قبلی چستین اشاره کرد و آن را سندی دانست بر این که چستین یکی از بهترین بازیگران نسل خودش است. در آخر هفته‌ای که این فیلم برای اولین بار در آمریکا به نمایش درآمد، چستین تبدیل به اولین بازیگر زنی شد که در هر دو فیلم پرفروش آن آخر هفته (ماما و سی دقیقه پس از نیمه‌شب) حضور داشت. ماما نهایتاً در سطح جهان ۱۴۶ میلیون دلار فروش کرد.
چستین سپس در نقش اصلی فیلم درام گم شدن الانور ریگبی (۲۰۱۳) نقش‌آفرینی کرد؛ او همچنین تهیه‌کنندهٔ این فیلم نیز بود. نویسنده و کارگردان این فیلم، ند بنسون، ابتدا داستان را از منظر شوهر ریگبی نوشت، و سپس به اصرار چستین یک نسخهٔ مجزا هم از منظر خود ریگبی نوشت. این فیلم در جشنواره بین‌المللی فیلم تورنتو سال ۲۰۱۳ در دو قسمت به نمایش درآمد (با نام‌های آن مرد و آن زن). قسمت سومی از منظر هر دوی آن‌ها (به نام آن‌ها) بعداً به‌طور مجزا منتشر شد. این فیلم چندان مورد استقبال قرار نگرفت، اما ای. او. اسکات، منتقد سینما، بازی چستین در آن را ستود و چنین توصیف کرد: «اتصالی بین مرزبندی‌های متداول میان سرسختی و شکنندگی، نمایشگر کنترلی بدیع حتی زمانی که نقش او اختیارش را از دست می‌دهد، و متعادل حتی وقتی فیلم به سمت ملودرام پیچ و تاب می‌خورد.»

### افت و خیز مسیر شغلی (۲۰۱۴–۲۰۲۰)

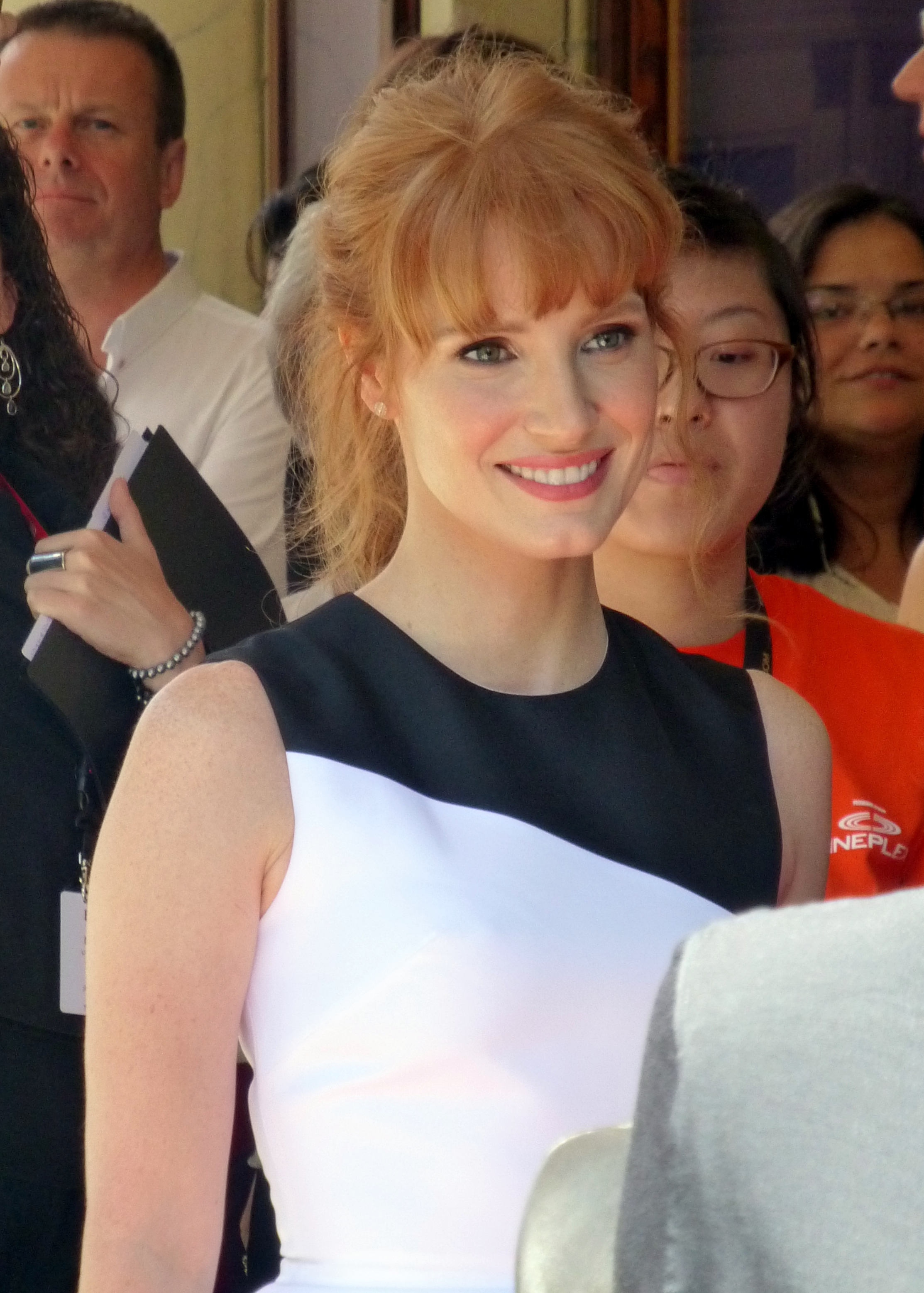
چستین در رویدادی برای فیلم خانم جولی در جشنوارهٔ بین‌المللی فیلم تورنتو ۲۰۱۴

در سال ۲۰۱۴ چستین در سه فیلم حضور داشت. او نقش جولی را در فیلم خانم جولی بازی کرد؛ این فیلم بر اساس نمایشنامه‌ای به همین نام اثر اگوست استریندبرگ بود و توسط لیو اولمان کارگردانی شد. فیلم داستان غمناک زندگی یک نجیب‌زاده را تعریف می‌کند که سرکوب جنسی شده است و رابطه‌ای را با یکی از کارگران پدرش (با بازی کالین فارل) برقرار می‌کند. چستین به برداشت فمینیستی اولمان از این موضوع علاقه پیدا کرد. دیوید رونی، منتقد هالیوود ریپورتر ظرافت بازی چستین را در این فیلم تحسین کرد اما کل اثر را نامسنجم توصیف کرد. این فیلم فقط به‌طور محدودی نمایش یافت. در زمان فیلم‌برداری این فیلم در ایرلند، چستین نسخه‌ای از فیلمنامهٔ میان‌ستاره‌ای (۲۰۱۴) اثر کریستوفر نولان را دریافت کرد. این فیلم نهایتاً با بودجهٔ ۱۶۵ میلیون دلار و با شرکت متیو مک‌کانهی و ان هتوی ساخته شد و عمدتاً با دوربین‌های آی‌مکس فیلمبرداری شد. چستین در این فیلم نقش دختر شخصیت مک‌کانهی را در دوران بزرگسالی‌اش بازی می‌کرد؛ سنگینی رابطهٔ احساسی این پدر و دختر در فیلم، چیزی بود که چستین را به این شخصیت جذب کرد. درو مک‌وینی، منتقد سینمایی در وبگاه هیت‌فیکس نقش چستین در این فیلم را بسیار برجسته توصیف کرد. این فیلم، با درآمد کلی ۶۷۵ میلیون دلار، پرفروش‌ترین فیلم غیر پویانمایی چستین شد.
آخرین فیلمی که از چستین در سال ۲۰۱۴ اکران شد، خشن‌ترین سال با کارگردانی جی. سی. چاندور بود. داستان این فیلم در شهر نیویورک و سال ۱۹۸۱ رخ می‌داد، که سالی بود که نرخ جرایم در این شهر به بالاترین حد رسیده بود. فیلم داستان صاحب یک کارخانهٔ نفت گرمایشی (با بازی اسکار آیزاک) و همسر سنگدلش (با بازی چستین) را به تصویر می‌کشید. به منظور آماده شدن برای این نقش، چستین در مورد این دورهٔ تاریخی تحقیق کرد، و با کمک یک مربی لهجهٔ بروکلینی را فراگرفت. او همچنین با طراح لباس فیلم روی انتخاب لباس این شخصیت کار کرد، و نهایتاً با آرمانی تماس گرفت تا لباسی مناسب این دورهٔ تاریخی برای او فراهم کند. میک لاسال، منتقد سان‌فرانسیسکو کرونیکل نوشت که چستین «تجسمی از زنان تازه به دوران رسیدهٔ نیویورک آن زمان» بود، و مارک کِرمُد از گاردین هم بازی چستین را «معرکه» ای نامید که در آن الهاماتی از لیدی مکبث دیده می‌شد. چستین بابت این فیلم نامزد جایزهٔ گولدن گلوب برای بهترین بازیگر نقش مکمل زن شد. بابت کارهایی که در سال ۲۰۱۴ از او ارائه شد نیز، انجمن منتقدان پخش فیلم به او یک جایزهٔ افتخاری برای دستاوردهای ویژه داد.
در سال ۲۰۱۵، چستین نقش یک فرمانده را در فیلم مریخی اثر ریدلی اسکات بازی کرد؛ این فیلم بر اساس رمانی به همین نام نوشتهٔ اندی ویر بود. شخصیت چستین فرماندهی یک تیم از فضانوردان را به عهده داشت که شامل یک گیاهشناس (با بازی مت دیمون) می‌شد. چستین پیش از این فیلم با چند فضانورد در آزمایشگاه پیش‌رانش جت و مرکز فضایی جانسون ملاقات کرد و شخصیتش را بر اساس تریسی دایسن (که با او در هیوستون وقت گذرانده بود) شکل داد. مریخی دومین فیلم چستین در دو سال متوالی بود که فروشی بالای ۶۰۰ میلیون دلار داشت. همچنین در سال ۲۰۱۵ چستین در فیلم قله‌ای به رنگ خون اثر گی‌یرمو دل تورو نقش یک کنتس را بازی کرد که با برادرش (با بازی تام هیدلستون) همدست می‌شود تا تازه عروسش را (با بازی میا واشیکوفسکا) بترساند. چستین نسبت به این نقش منفی رویکردی دلسوزانه داشت و برای آماده شدن برای این نقش اشعار روی سنگ قبرها را مطالعه کرد و فیلم‌های ربه‌کا (۱۹۴۰) و چه بر سر بیبی جین آمد؟ را تماشا کرد. دل تورو تلاش کرد بازیگرانی برای این فیلم برگزیند که ناراحتی روانی شخصیت‌ها را به‌خوبی به نمایش بگذارند، اما پیتر دبروژ منتقد ورایتی نوشت که چستین به اشتباه برای این نقش انتخاب شده بود و نتوانست که سنگ‌دلی این شخصیت را به‌خوبی منتقل کند. بر عکس، دیوید سیمز منتقد مجلهٔ اسلیت چستین را بابت به نمایش درآوردن «حسادت [شخصیتش در فیلم] تا قبضهٔ سلاح» ستود.
پس از بازی در چندین نقش پرتنش، چستین به دنبال نقش‌های ملایم‌تری بود او این چنین نقشی را اول در فیلم فانتزی شکارچی: جنگ زمستان (۲۰۱۶) یافت، که در آن در کنار کریس همسورث، شارلیز ترون و امیلی بلانت نقش‌آفرینی کرد. این فیلم هم دنباله و هم پیش‌درآمدی بود برای فیلم سفیدبرفی و شکارچی (۲۰۱۲). چستین مجذوب این نکته شد که شخصیت او در فیلم، یک زن جنگجو با قابلیت‌هایی هم‌تراز نقش اول مرد فیلم بود، اما فیلم نهایتاً نقدهای منفی گرفت و فروش خوبی هم نداشت. او سپس نقش اول فیلم دوشیزه اسلون را بازی کرد که یک لابی‌گر سیاسی بود. در این فیلم، چستین یک بار دیگر با جان مدن کار کرد. چستین به منظور آماده شدن برای این فیلم، کتاب تنبیه کنگره از جک ابراموف را خواند تا با روند لابی‌گری سیاسی در آمریکا آشنا شود، و با چند زن که لابی‌گری سیاسی می‌کردند ملاقات کرد تا با طرز رفتار و پوشش آن‌ها آشنا گردد. پیتر تراورس در نقد این فیلم، چستین را یکی از بهترین بازیگران روی زمین نامید و تصویرگری موفق او از زندگی اسلون را تحسین کرد، و جاستین چنگ هم در لس‌آنجلس تایمز از نقش‌آفرینی چستین به عنوان «تور دو فرانسِ دقت در بلاغت و تنش احساسی تنگاتنگ» یاد کرد. چستین برای این فیلم نامزد جایزهٔ گلدن گلوب برای بهترین بازیگر زن در یک فیلم درام شد. در سال ۲۰۱۶ چستین یک کمپانی تهیه‌کنندگی سینمایی با نام فرکل فیلمز تأسیس کرد، که توسط تیمی از مدیران زن اداره می‌شد.

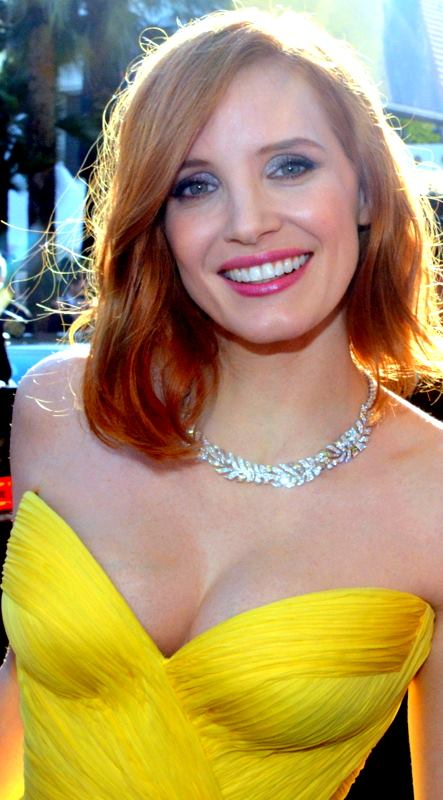
چستین در جشنواره فیلم کن ۲۰۱۶

چستین سال ۲۰۱۷ را با تهیه‌کنندگی فیلم من جین دو هستم آغاز کرد؛ این فیلم، که در آن چستین راوی داستان هم بود، یک مستند راجع به بردگی جنسی بود. چستین که مایل بود بیشتر با زنان فیلمساز کار کند در این سال در دو فیلم که توسط زنان کارگردانی شده بودند بازی کرد: همسر نگهبان باغ وحش اثر نیکی کارو، و زن جلو می‌رود اثر سوزانا وایت. فیلم اول اقتباسی از کتابی به همین نام، اثر دایان آکرمن بود، و در آن چستین به همراه یوهان هلدنبرگ نقش آنتونینا زابینسکی و همسرش جان زابینسکی را بازی می‌کردند؛ این دو، یک زوج لهستانی بودند که در جنگ جهانی دوم، جان انسان‌ها و حیوانات را نجات دادند. این فیلم نقدهای متناقضی دریافت کرد، اگر چه استیون هولدن نوشت که شخصیت «گوش به زنگ و لایه‌لایه» چستین به این فیلم قدرت بخشیده بود. داستان فیلم زن جلو می‌رود راجع به کارولاین ولدون بود، که مشاور گاو نشسته، رهبر قبیلهٔ سرخ‌پوست سو تا پیش از ماجرای کشتار ووندد نی بود. چستین در این نقش تلاش کرده بود که الگویی برای دختران جوانی ارائه کند که دنبال یک شخصیت الهام‌بخش هستند، و خارج از فیلم اطلاعاتی منتشر کرده بود تا مظنون به طرفداری از سفیدپوستان نشود.
چستین در فیلم بازی مالی (۲۰۱۷)، اولین فیلم به کارگردانی آرون سورکین، نقش مالی بلوم نویسنده و قمارباز آمریکایی را بازی کرد. مالی بلوم که قبلاً به اسکی مشغول بود، به دلیل برگزاری یک برنامهٔ قماربازی سنگین نهایتاً توسط اف‌بی‌آی دستگیر شد. چستین این نقش را پذیرفت چرا که می‌خواست با سورکین کار کند؛ او با نوشته‌های سورکین آشنا بود و آن را عمیقاً ستایش می‌کرد. چستین به جای آن که به شخصیت عمومی بلوم اکتفا کند، با او ملاقاتی مستقیم داشت تا با واکاوی عمیق‌تر شخصیت او، نواقص و نقاط ضعفش را شناسایی کند. همچنین، او به تحقیق راجع به قماربازی زیرزمینی پرداخت و با برخی از مشتریان بلوم نیز مصاحبه کرد. پیتر دبروژ، بازی چستین در این فیلم را «یکی از بهترین نقش‌آفرینی‌های زنان در عرصهٔ سینما» نامید و موفقیت آن را هم به «ذکاوت فرازمینی» چستین نسبت داد و هم به فیلمنامهٔ سورکین. چستین بابت این فیلم، برای پنجمین بار نامزد جایزهٔ گلدن گلوب شد.
در سال ۲۰۱۸، چستین مجری یک بخش از برنامهٔ طنز پخش زنده شنبه شب شد. او همچنین در فیلم مرگ و زندگی جان اف. داناون از زاویه دولان نقش یک شخصیت منفی را بازی کرد اما این نقش بعداً به دلیل عدم تطابق با داستان فیلم حذف شد. چستین در سال ۲۰۱۹، دو فیلم بر روی پرده داشت. نخست؛ بازی در نقش یک موجود فرازمینی بدطینت در فیلم دارک فینکس که قسمت دوازدهم از مجموعه فیلم‌های مردان ایکس است و چستین به دلیل تمرکز این فیلم بر شخصیت‌های زن بازی در آن را پذیرفت. پیتر بردشاو منتقد سینما نوشت که به نظر او بازی چستین در این فیلم باعث «هدر رفتن استعدادهای او» شده است. این فیلم با شکست هنری و تجاری مواجه شد. در ادامه، چستین در دومین همکاری مشترک خود با موشیاتی، در فیلم ترسناک آن: بخش دوم ظاهر شد. آن: بخش دوم دنباله‌ای بر فیلم آن (۲۰۱۷) است و چستین در آن نقش زنی به اسم بورلی مارش را بازی کرد که به همراه دوستانش با ترس‌های قدیمی خود مواجه می‌شوند. فیلم‌برداری برای چستین در این فیلم چالش‌برانگیز بود زیرا موشیاتی کار با جلوه‌های تجربی را به تصاویر کامپیوتری ترجیح می‌داد؛ او در سکانسی ویژه از فیلم ملزم شد تا ۱۷۰۰۰ لیتر خون مصنوعی روی خود بریزد. این فیلم با نقدهای مثبتی همراه بود و منتقدی از ایونینگ استاندارد چستین را در نقشش «به نحو مناسبی ناراحت و غم‌انگیز» توصیف کرد. فروش جهانی این فیلم ۴۷۰ میلیون دلار بود.
چستین تحت شرکت فرکل فیلمز، یکی تهیه‌کنندگان فیلم مهیج ایوا (۲۰۲۰) بود و در آن نیز ایفای نقش کرد. این فیلم را متیو نیوتن نوشته و قرار بود که کارگردان آن باشد، اما از آن‌جا که نیوتن سابقه خشونت خانگی دارد انتقاداتی به این انتخاب شد، و نهایتاً کارگردانی فیلم به تیت تیلور محول شد. بوید ون هویج از هالیوود ریپورتر در نقد خود گلایه کرد که استعدادهای چستین به عنوان یک ستارهٔ اکشن در فیلمی ناامیدکننده به هدر رفته است. در حالی که ایوا در طول همه‌گیری کووید-۱۹ در سینما اکران شد، این فیلم در گیشه شکست خورد اما در سیستم فروش ویدئو هنگام درخواست موفق بود.

### موفقیت در کسب جوایز (۲۰۲۱–اکنون)
اندرو گارفیلد و چستین در درام زندگی‌نامه‌ای چشم‌های تامی فی (۲۰۲۱) به‌ترتیب نقش شخصیت‌های تلویزیونی، جیم و تامی فی باکر را بازی کردند. چستین در سال ۲۰۱۲ حق انتشار زندگی‌نامهٔ فی را به دست آورد و تحت کمپانی فرکل فیلمز، فیلم را تهیه‌کنندگی کرد. به‌منظور شبیه بودن به بکر، چستین از روش آرایش مصنوعی استفاده می‌کرد که تکمیل آن چهار تا هفت ساعت زمان می‌برد. این نقش ملزم به آوازخواندن بود که به گفتهٔ خودش این موضوع او را عصبی کرده بود. او برای ضبط هفت ترانه از موسیقی متن فیلم با تهیه‌کنندهٔ موسیقی، دیو کاب، همکاری کرد. دیوید فیر از رولینگ استون چستین را تنها دلیل دیدن این فیلم زندگی‌نامه‌ای دانست و او را به‌خاطر مستقل شدن از فیلم‌نامه، به‌منظور انسانیت بخشیدن به شخصیت فی ستایش کرد. کوین مهر از تایمز آن را «نقش‌آفرینی خیره‌کننده، فارغ و سزاوار جوایز» توصیف و آن را با نقش‌آفرینی واکین فینیکس در جوکر (۲۰۱۹) مقایسه کرد. او جوایز اسکار، انجمن بازیگران فیلم و انتخاب منتقدان در رشتهٔ بهترین بازیگر زن را کسب کرد و علاوه بر این نامزد دریافت جایزهٔ گلدن گلوب شد.

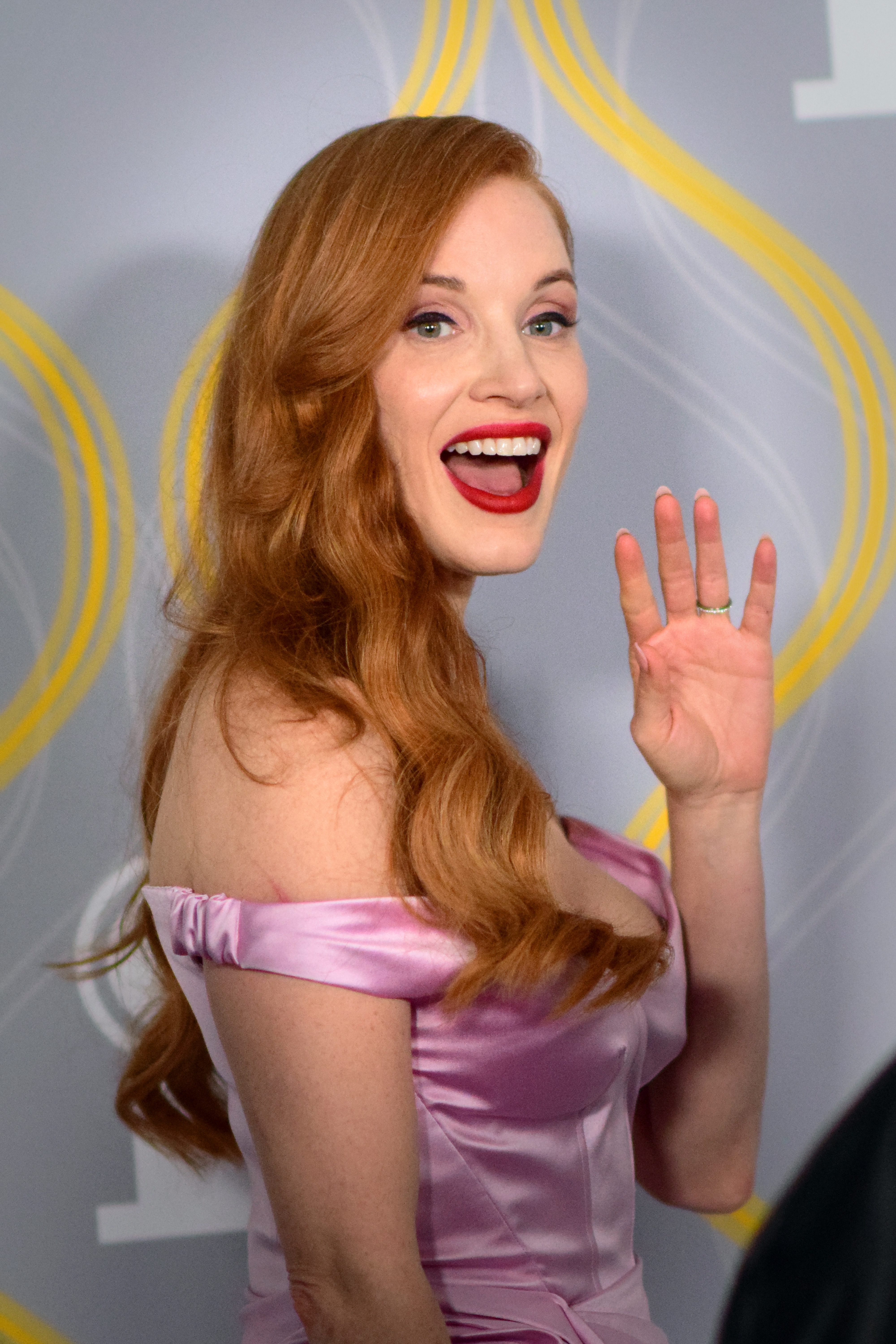
چستین در جوایز تونی ۲۰۲۲

همچنین در سال ۲۰۲۱، چستین بازی در مینی‌سریال تلویزیونی صحنه‌هایی از یک ازدواج را با هدف براندازی ایفاگری کلیشه‌ای از زنان پذیرفت. این مینی‌سریال بازسازی انگلیسی‌زبان از مینی‌سریال سوئدی به همین نام در سال ۱۹۷۳ ساختهٔ اینگمار برگمان است که جنسیت بازیگران تغییر یافته است. لوسی منگان از گاردین اشاره داشت کرد که کشش متقابل بین چستین و هم‌بازی‌اش اسکار آیزاک، به نشان دادن رابطهٔ پیچیدهٔ بین کاراکترهای آن‌ها کمک کرده و کارول میدگلی از تایمز آن‌ها را به خاطر ارائهٔ بی‌نقص دیالوگ‌ها تحسین کرد. او برای این نقش نامزد دریافت جایزهٔ گلدن گلوب بهترین بازیگر زن در مینی‌سریال شد که دومین نامزدی او در مراسم آن سال بود. چستین در بخشیده‌شده که اقتباسی از رمان به همین نام نوشتهٔ لارنس آزبورن بود، بار دیگر با ریف فاینز هم‌بازی شد.
برای فیلم جاسوسی و زن‌محور ۳۵۵ (۲۰۲۲)، چستین به همراه تیم بازیگران زن فیلم در جشنواره فیلم کن ۲۰۱۸، ایده زنانه‌سازی را به پذیرندگان احتمالی پیشنهاد دادند و در آن‌جا یونیورسال پیکچرز حقوق توزیع فیلم را به دست آورد. نظرات منتقدان به این فیلم عموماً نامطلوب بود و از لحاظ تجاری نیز عملکرد خوبی نداشت. چستین در آن زمان حضور کوتاهی در نقش مرین ترامپ در فیلم تاریخی زمان آرماگدون ساختهٔ جیمز گری داشت. در پرستار خوب، او نقش پرستار شیفت شب به‌نام ایمی لاگرن را بازی کرد که متوجه می‌شود همکارش چارلز کالن (با بازی ادی ردمین) قاتل زنجیره‌ای است. او برای این نقش همکاری تنگاتنگی با لاگرن داشت و به‌منظور آماده‌سازی، در دانشکدهٔ پرستاری شرکت کرد. کیت اربلند از ایندی‌وایر متوجه شد که اجرای او «عملکردی مؤثر در مجموعه‌ای بسیار آرام» است.
چستین تهیه‌کنندهٔ اجرایی مینی‌سریال زندگی‌نامه‌ای جرج و تمی بود که در آن خوانندهٔ کانتری، تمی وینت، را در مقابل جرج جونز (با بازی مایکل شنون) به تصویر کشید. در طول آماده‌سازی، چستین و شنون برای خواندن چند ترانه از شخصیت‌هایشان به‌وسیلهٔ مربی آواز تعلیم داده شدند. او برای اینکه نقش وینت در اواخر عمرش را بازی کند، وزن خود را نیز کاهش داد. اما فریزر در وبگاه د پلی‌لیست از کشش متقابل بین بازیگران تقدیر کرد و به «ظرافت و سرسختی» نقش چستین تأکید داشت. این مجموعه آمار بینندگان فراوانی در پلت‌فرم‌های مختلف داشت. او برای آن برندهٔ جایزهٔ انجمن بازیگران فیلم، نامزد یک گلدن گلوب دیگر، و نیز برای بار نخست نامزد امی ساعات پربیننده شد.
چستین به تئاتر برادوی بازگشت و در بازآفرینی سال ۲۰۲۳ نمایش خانهٔ عروسکِ هنریک ایبسن، نقش نورا هلمر، زن خانه‌دار غصه‌دار، را به روی صحنه برد که به‌مدت ۱۶ هفته در تئاتر هادسون نمایش داده شد. این نمایش ابتدا برای تئاتر وست اند در سال ۲۰۲۰ برنامه‌ریزی شده بود، اما به دلیل همه‌گیری کووید-۱۹ لغو شد و بعداً به اصرار چستین به نیویورک منتقل شد. این نمایش به‌دلیل فروش گیشهٔ قوی اجراهای پیش‌پرده، یک هفته تمدید شد. گلوریا اولادیپو در گاردین، اجرای چستین را قابل توجه و گیرا پنداشت و افزود «از طریق اجرای چستین، پرترهٔ کامل‌تر و بی‌کرانی از قهرمان دیرینه ترسیم شده است». او برندهٔ جایزهٔ دراما دسک در رشتهٔ اجرای اصلی برجسته در نمایش و همچنین نامزد جایزهٔ تونی بهترین بازیگر زن در نمایش شد. چستین در فیلم درام مستقل حافظه اثر میشل فرانکو، نقش یک الکلی در حال بهبود را بازی کرد. او از پذیرش این پروژهٔ به دور از کانون توجهات خشنود بود و لباس‌های شخصیتش را خودش از تارگت خریداری کرد. پیتر دبروژ اشاره کرد که چستین در ایفای نقش شخصیتی از نظر اخلاقی تفرقه‌افکن، تا به حال به این اندازه آسیب‌پذیر در پردهٔ سینما ظاهر نشده بود.
در سال ۲۰۲۴، چستین در کنار ان هتوی در غریزه مادران به ایفای نقش پرداخت. این اثر بازسازی یک فیلم مهیج روان‌شناختی بلژیکی به همین نام بود و چستین هم تهیه‌کنندگی آن را بر عهده داشت. به‌عنوان دوست نزدیک هتوی، برای چستین چالش‌برانگیز بود که نقش شخصیتی را بازی کند که نسبت به شخصیتِ هتوی ستیزه‌جویانه باشد. چستین در سال بعد با فیلم درام عاشقانهٔ رویاها که درمورد مهاجرت غیرقانونی به ایالات متحده بود، بار دیگر با میشل فرانکو کار کرد.

## فعالیت‌های غیر سینمایی

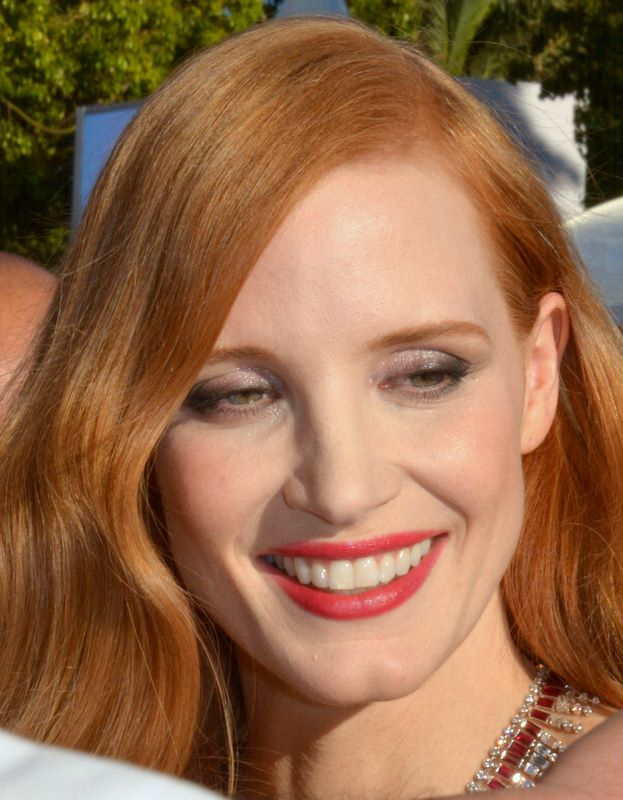
چستین در جشنواره فیلم کن ۲۰۱۷ که در آن‌جا عضو هیئت داوران بود

چستین یک فمینیست است و بارها علیه تبعیض جنسیتی که در مورد زنان و اقلیت‌ها در هالیوود اعمال می‌شود صحبت کرده است. در دسامبر ۲۰۱۵ او یک ستون مطلب در هالیوود ریپورتر منتشر کرد که حاوی نظراتش در مورد عدم توازن جنسی در صنعت سینما بود. همچنین در جشنواره فیلم کن ۲۰۱۷، چستین که خود عضو هیئت داوران هم بود از تصویر منفعلی که از زنان در بیشتر فیلم‌ها ارائه شده بود گله کرد. او همچنین از کمبود منتقدان سینمایی زن شکایت کرده و این امر را سدی در راه به تصویر کشیدن زنان به شکلی که جنسیت‌زده نباشد عنوان کرده است. چستین مدافع توازن بیشتر بین دو جنس در صحنهٔ سینما است، به ویژه حضور بیشتر زنان در بین دست‌اندرکاران پشت صحنه و در مناصب صاحب قدرت. در شبکه‌های اجتماعی هم چستین تلاش می‌کند تقویت‌کنندهٔ صدای قربانیان آزار جنسی در صنعت سینما باشد. در سال ۲۰۱۸، او با ۳۰۰ زن دیگر که در هالیوود فعال هستند همکاری کرد تا جنبش دیگر بس است را برپا کنند؛ این جنبش حامی زنانی است که مورد آزار یا تبعیض قرار گرفته‌اند. در همین سال چستین در فیلم مستند این همه‌چیز را تغییر می‌دهد نقش بازی کرد که موضوعش نوع برخورد با بازیگران زن در هالیوود است.
چستین همچنین علناً از برابری درآمد در محل کار دفاع می‌کند و چند پیشنهادی کاری را که از این جهت غیرمنصفانه بوده‌اند رد کرده است. او در حمایت از میشل ویلیامز که برای تمام پول‌های جهان در سال ۲۰۱۷ دستمزد کمتری نسبت به همبازی‌اش مارک والبرگ دریافت کرد، به‌طور انتقادی صحبت کرد. به گفتهٔ ویلیامز، این حرکت منجر به آگاهی بیشتر از این موضوع و کمک مالی به ارزش ۲ میلیون دلار به صندوق دفاع قانونی دیگر بس است شد. در سال ۲۰۱۳ چستین از جنبش «پشتت هستیم» حمایت کرد که از کهنه‌سربازان ارتش ایالات متحده پشتیبانی می‌کند، و در سال ۲۰۱۶ هم عضو هیئت مشاوران سازمان «با هم انجامش می‌دهیم» شد که فیلم‌ها و مجموعه‌های تلویزیونی می‌سازد که به زنان قدرت می‌بخشند. در سال ۲۰۱۷ چستین به همراه چندین شخصیت معروف هالیوودی در اجرایی از تک‌گویی‌های کودکان نقش‌آفرینی کرد؛ نقش چستین یک دختر ۱۳ ساله بود که توسط عموی خود مورد تجاوز قرار گرفته بود. در این برنامه برای مؤسسهٔ خیریه‌ای به اسم نیازهای دراماتیک کمک مالی جمع شد که به بچه‌های آفریقایی که در رشته‌های هنری فعالیت می‌کنند کمک می‌کند. در سال ۲۰۲۰ چستین سرمایه‌گذار فرنچایزی مستقر در لس آنجلس برای لیگ ملی فوتبال زنان شد. این تیم جدید از آن زمان باشگاه فوتبال انجل سیتی نام گرفته است.
چستین که خواهر خودش را به دلیل خودکشی از دست داده است، تلاش می‌کند که آگاهی در مورد افسردگی را افزایش دهد و از کسانی که از آن رنج می‌برند حمایت کند. او از سازمان‌های خیریه‌ای که به بهبود سلامت روانی می‌پردازند حمایت می‌کند و با سازمان غیرانتفاعی روی بازوانش بنویس عشق کار می‌کند که به دانش‌آموزان دبیرستانی که هویت جنسی یا جنسیتی متفاوتی دارند کمک می‌کند تا بر احساس عدم امنیت خود غلبه کنند. خود چستین در زمان کودکی به خاطر موهای قرمز و صورت پر از کک و مکش متلک می‌شنید و اینک در برابر قلدری و تمسخر اندام می‌ایستد. چستین همچنین برای دسترسی زنان به بهداشت باروری قابل استطاعت تلاش می‌کند و در سال ۲۰۱۷ مجلهٔ ورایتی بابت همکاری چستین با سازمان فرزندپروری تنظیم‌شده از او با افتخار یاد کرد. او در واکنش به ممنوعیت سقط جنین در برخی ایالت‌های آمریکا، به چندین سلبریتی پیوست و از کار کردن در آن مناطق امتناع کردند. در سال ۲۰۲۲، چستین در جریان حمله روسیه به اوکراین، به کی‌یف در اوکراین سفر کرد. او در طول این سفر از بیمارستان کودکان بازدید کرد و با رئیس‌جمهور ولودیمیر زلنسکی و رئیس اداره ریاست‌جمهوری آندری یرماک دیدار کرد.

## سبک بازیگری و تصویر در رسانه‌ها
در سال ۲۰۱۵ روی پورتر نویسندهٔ مجلهٔ این استایل در توصیف شخصیت چستین در پشت دوربین چنین نوشت که «او بلوغ یافته است، چیزی که همیشه در هالیوود نمی‌بینیم؛ پاسخ‌های صادقانهٔ ناخودآگاه می‌دهد، عمق نگاهی دارد که نزد همکارانش نادر است، و نظراتی واقعی دارد.» پورتر همچنین او را از معدود بازیگرانی دانست که «تماماً وقف این هنر» هستند. اوجنیا پرتز یکی از ویراستاران ونتی فر هم چستین را «حساس‌ترین و همدل‌ترین بازیگری» نامید که تا به حال با او مصاحبه کرده است.

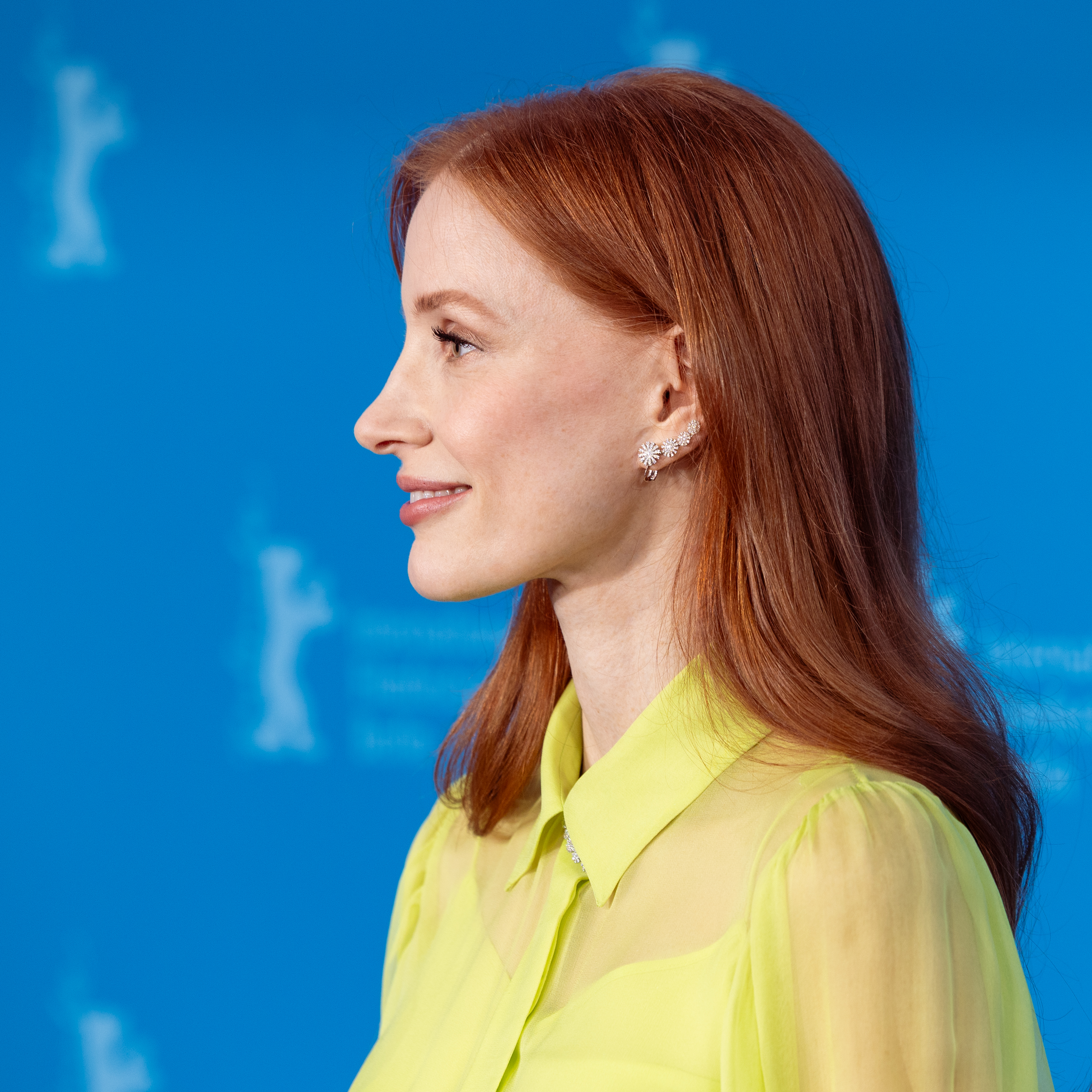
چستین در مراسم فرش قرمز فیلم رؤیاها در جشنواره بین‌المللی فیلم برلین ۲۰۲۵

چستین در به تصویر کشیدن شخصیت‌هایی که از نظر احساسی ناتوان هستند تخصص دارد، و به بازی کردن نقش زن‌های قدرتمند اما دارای کاستی علاقه‌مند است. سانجیو باتاچارا در نقش‌های او یک مضمون مشترک یافته که عبارت است از «برانداختن انتظارات جسنیتی»، و دیوید الریخت از ایندی‌وایر او را به عنوان تنها بازیگر زن آمریکایی که همواره نقش‌هایی با «ایده‌آل‌های فمینیستی» را پیش می‌برند تحسین کرده است. چستین به آماده‌سازیِ مُفصّل برای نقش‌هایش اعتقاد دارد و چنین گفته است: «من خود را تا جایی که بتوانم با تاریخچهٔ آن نقش مملو می‌کنم». منتقدان سینمایی راجر ابرت و ریچارد روپر چستین را به خاطر گوناگونی نقش‌هایش ستوده‌اند، و مجلهٔ دبلیو بابت پرهیز از نقش‌آفرینی‌های شبیه به هم او را تحسین کرده است.
گیرمو دل تورو — که چستین قبلاً در فیلم قله‌ای به رنگ خون به کارگردانی وی بازی کرده است — می‌گوید که چستین «علاقه‌دارد که آفتاب‌پرست‌وار باشد» و حتی به وضعیت‌های غیرعادی هم اصالت می‌بخشد. سوفی هیوود از گاردین اعتقاد دارد که توانایی چستین در این که حداقلی از غرور را به شخصیت‌هایش راه بدهد، باعث می‌شود که شخصیت خود او در نقش‌هایش برای بینندگان قابل شناسایی نباشد. سارا کارمالی از هارپرز بازار می‌نویسد که چستین تماماً در نقش‌هایش غرق می‌شود و چنان به عمق نقش فرومی‌رود که گویی چهره‌اش هم برای هر نقش تغییر می‌کند. لیا گولدمن از ماری کلر هم او را با بازیگرانی همچون مریل استریپ و کیت بلانشت مقایسه می‌کند و می‌نویسد که چستین به هنرش بیشتر از ظاهرش اهمیت می‌دهد. همچنین بن دیکینسون از مجلهٔ ال در توصیف فعالیت‌های چستین در سال ۲۰۱۷ چنین نوشته است:
«با چشم‌هایش که غالباً مسخ‌شده به نظر می‌رسند، چهرهٔ رنگ‌پریده‌اش، و آن یال قرمز باشکوه … وی می‌تواند هر چیزی را از یک غروری سرد (در مریخی و دوشیزه اسلون) تا گرمای عشق (در درخت زندگی و همسر نگهبان باغ وحش) یا یک تعادل ناپایدار و هوش سرشار بین این‌ها (در سی دقیقه پس از نیمه‌شب و خشن‌ترین سال) به تصویر بکشد.»
ووگ چستین را «بسیار دلپذیر با ویژگی‌هایی در چهرهٔ رنگ‌پریده‌اش که به آثار بوتیچلی می‌ماند و ساختار استخوانی در صورتش که کمی مردانه است، حتی تا زنخدان پایین چانه‌اش» توصیف می‌کند. در سال ۲۰۱۲ چستین در یک نظرخواهی که توسط پیتا برگزار شد به عنوان سکسی‌ترین گیاه‌خوار انتخاب شد. از ۲۰۱۲ تا ۲۰۱۴ او در فهرست مجلهٔ اینترنتی اَسک‌مِـن برای خواستنی‌ترین زنان قرار داشت، و در سال ۲۰۱۵ مجلهٔ گلمر او را جزو یکی از خوش‌لباس‌ترین زنان سال نامید.
در سال ۲۰۱۲ مجلهٔ تایم چستین را جزو صد شخصیت با بیشترین اثرگذاری در جهان نام برد. همان سال، او برای عضویت در آکادمی علوم و هنرهای سینما دعوت شد، و عطری ساختهٔ ایو سن لوران با نام مانیفستو را پشتیبانی کرد. در سال ۲۰۱۵، او سفیر جهانی شرکت جواهرات و ساعت‌های سوییسی پیاژه شد و در سال ۲۰۱۷ هم چهرهٔ تبلیغاتی برای عطری از رالف لورن با نام زن شد. برای این عطر، او طرحی به نام مانند یک زن رهبری کن را رهبری کرد و در یک فیلم کوتاه به نام رهبری با شور و شوق (۲۰۱۹) ساخته شده توسط بازیگران و پرسنل کاملاً زنانه حضور داشت.

## زندگی شخصی

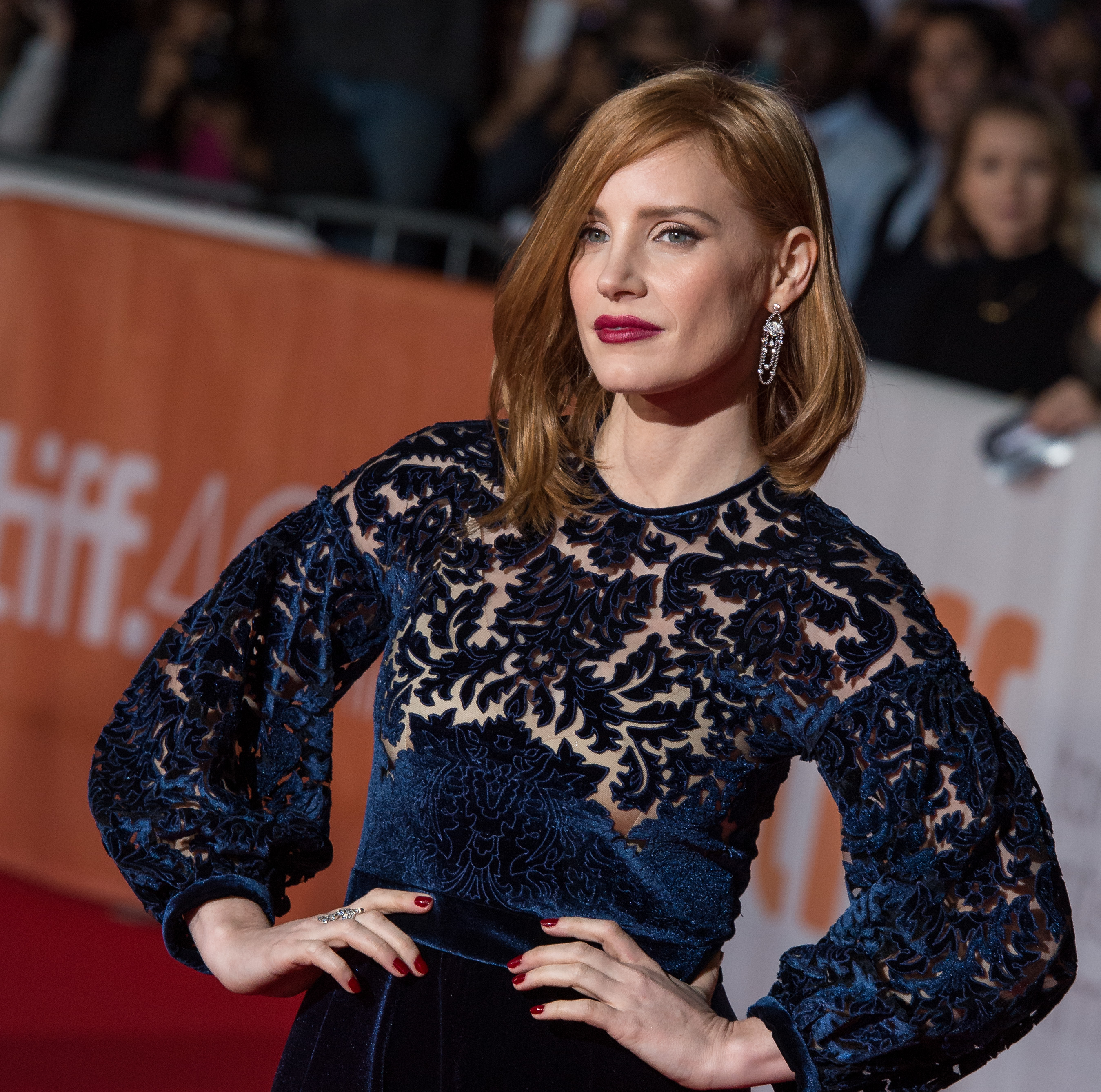
چَستِین در سال ۲۰۱۵

به رغم توجه رسانه‌ها، چستین در مورد زندگی خصوصی‌اش بسیار محتاط بوده و در مراسم فرش قرمز هرگز به همراه شریک زندگی‌اش شرکت نکرده است. او خود را شخصی خجالتی می‌داند، و در سال ۲۰۱۱ گفت که از انجام فعالیت‌های فردی مثل راه بردن سگ‌ها یا نواختن یوکللی بیشتر لذت می‌برد تا رفتن به مهمانی. او ایزابل هوپر را (که هم‌زمان با بازی نقش‌های آنچنانی زندگی شخصی موفقی هم داشت) به عنوان فردی مؤثر بر سبک زندگی خودش یاد کرده است. چستین به حیوانات علاقهٔ زیادی دارد و خودش هم یک سگ بی‌پناه را به خانه آورده است. او مدت زیادی از زندگی‌اش را به ماهی‌خواری گذراند، اما پس از یک سری مشکلات سلامتی، به گیاهخواری مطلق روی آورد. او از سرمایه‌گذاران شرکت شبه‌گوشت بیاند میت است.
در دههٔ ۲۰۰۰، چستین رابطه‌ای طولانی‌مدت با ند بنسون، نویسنده و کارگردان سینما داشت، اما این رابطه در سال ۲۰۱۰ به پایان رسید. در سال ۲۰۱۲ او رابطه‌اش با جیان لوکا پاسی د پره‌پوسولو را آغاز کرد؛ جیان لوکا یک کُنت ایتالیایی از خانواده‌ای اشرافی است که یک برند پوشاک با نام مونکلر را اداره می‌کند. در ۱۰ ژوئن ۲۰۱۷ او و جیان لوکا در ملک خانوادگی جیان لوکا در ایتالیا با هم ازدواج کردند. این زوج در سال ۲۰۱۸ از طریق رحم اجاره‌ای صاحب یک دختر شدند. آن‌ها بعداً دختر دومی داشتند. آن‌ها در شهر نیویورک زندگی می‌کنند.

## کارنامهٔ هنری و جوایز
بر اساس وبگاه راتن تومیتوز و وبگاه آماری باکس آفیس موجو، پرفروش‌ترین و پرافتخارترین فیلم‌های چستین عبارتند از: پناه بگیر (۲۰۱۱)، خدمتکاران (۲۰۱۱)، کوریولانوس (۲۰۱۱)، ماداگاسکار ۳ (۲۰۱۲)، سی دقیقه پس از نیمه‌شب (۲۰۱۲)، ماما (۲۰۱۳)، میان‌ستاره‌ای (۲۰۱۴)، خشن‌ترین سال (۲۰۱۴)، مریخی (۲۰۱۵)، دوشیزه اسلون (۲۰۱۶)، بازی مالی (۲۰۱۷) و آن: بخش دوم (۲۰۱۹). در بین نقش‌های او روی صحنهٔ تئاتر هم می‌توان به اجرای وارثه در سال ۲۰۱۲ اشاره کرد. پروژه‌های تلویزیونی او شامل صحنه‌هایی از یک ازدواج (۲۰۲۱) و جرج و تمی (۲۰۲۲) می‌شوند.
چستین برای چشم‌های تامی فی جایزه اسکار بهترین بازیگر نقش اول زن را کسب کرد و دو بار دیگر نامزد دریافت جایزه اسکار شده است: جایزه اسکار بهترین بازیگر نقش مکمل زن بابت فیلم خدمتکاران (۲۰۱۱) و جایزه اسکار بهترین بازیگر نقش اول زن بابت سی دقیقه پس از نیمه‌شب (۲۰۱۲). او یک بار بابت سی دقیقه پس از نیمه‌شب جایزه گلدن گلوب بهترین بازیگر زن – فیلم درام را برده است و هفت بار دیگر هم نامزد گلدن گلوب شده است: جایزهٔ بهترین بازیگر زن درام بابت دوشیزه اسلون، بازی مالی و چشم‌های تامی فی؛ جایزهٔ بهترین بازیگر زن در نقش مکمل بابت خدمتکاران و خشن‌ترین سال و جایزهٔ بهترین بازیگر زن در مینی‌سریال برای صحنه‌هایی از یک ازدواج و جرج و تمی.

## واژه‌نامه
1. ↑  Freckle Films
2. ↑  Angel City FC
3. ↑  Gian Luca Passi de Preposulo
4. ↑  Jerri Renee Hastey
5. ↑  Michael Monasterio
6. ↑  Marilyn
7. ↑  Anya
8. ↑  Justin Chang
9. ↑  Celia Foote
10. ↑  Betsy Sharkey
11. ↑  Tar
12. ↑  Catherine Sloper
13. ↑  Maya
14. ↑  Roger Ebert
15. ↑  Him
16. ↑  Her
17. ↑  Them
18. ↑  David Rooney
19. ↑  Drew McWeeny
20. ↑  Peter Debruge
21. ↑  David Sims
22. ↑  Capitol Punishment
23. ↑  Johan Heldenbergh
24. ↑  Antonina Żabiński
25. ↑  Jan Żabiński
26. ↑  Got Your 6
27. ↑  We Do It Together
28. ↑  Dramatic Needs
29. ↑  To Write Love on Her Arm
30. ↑  Roy Porter
31. ↑  Evgenia Peretz
32. ↑  Sanjiv Bhattacharya
33. ↑  David Ehrlich
34. ↑  Sophie Heawood
35. ↑  Sarah Karmali
36. ↑  Lea Goldman
37. ↑  Ben Dickinson
38. ↑  Woman